# Dollard Morin
Pour les articles homonymes, voir Morin.
Dollard Morin (1916-1992) est un journaliste et une personnalité canadienne du Québec, en ville de Lorraine.

## Biographie
En 1974, il est nommé membre de l'Ordre du Canada. Il est l'auteur d'un essai antimaçonnique. Un prix du bénévolat en loisir et sport porte son nom, remis par le gouvernement du Québec et récompensant des bénévoles qui se sont démarqués par leur implication, leur passion et la qualité de leur engagement en loisir et en sport.

## Publications
- La Griffe maçonnique sur les écoles du Québec. L'Instruction obligatoire. Montréal, journal L'Union, (1943).